# 조나단 울프
조나단 울프(영어: Jonathan Wolff, 1959년 6월 25일 ~ )는 영국의 철학자이다. 그는 옥스퍼드 대학교 울프슨 칼리지(Wolfson College)의 철학 및 공공정책 분야 선임연구원(Senior Research Fellow)이자 거버닝 바디 펠로우(Governing Body Fellow)로 재직 중이다. 이전에는 옥스퍼드 대학교 블라바트닉 공공정책대학원(Blavatnik School of Government)의 '가치와 공공정책 알프레드 란데커 석좌교수'를 역임했다. 2016년 블라바트닉 대학원으로 자리를 옮기기 전까지는 전반적인 학문 경력을 유니버시티 칼리지 런던(UCL)에서 보냈으며, 그곳에서 철학 교수이자 인문학부 학장을 지냈다.

## 생애 및 경력
조나단 울프는 1959년 6월 25일 허버트 울프와 도리스 울프(결혼 전 성은 폴라코프) 사이에서 태어났다. 그는 1985년 유니버시티 칼리지 런던(UCL)에서 G. A. 코헨의 지도 아래 철학 석사(MPhil) 학위를 취득했다. 이후 하버드 대학교에서 하크니스 펠로우(Harkness Fellow)로 1년을 보낸 뒤, UCL에서 2016년까지 재직하며 철학과 교수이자 예술 및 인문학부 학장을 역임했다. 2016년부터 2020년까지는 옥스퍼드 대학교 블라바트닉 공공정책대학원에서 공공정책 블라바트닉 석좌교수직을 맡았다.. 이후 같은 대학원에서 '알프레드 랜데커(Alfred Landecker) 가치 및 공공정책 교수'로 재직했다. 2024년 가을 기준으로는 옥스퍼드 대학교 울프슨 칼리지에서 철학 및 공공정책 분야의 선임연구원이자 칼리지 운영위원으로 활동 중이다.
2023년부터 철학왕립연구소(Royal Institute of Philosophy) 소장을 맡고 있다. 그는 이전에 영국철학회(British Philosophical Association)의 사무국장을 지냈으며, 『아리스토텔레스 학회지(Proceedings of the Aristotelian Society)』를 발행하는 아리스토텔레스 학회에서 편집자 및 명예 사무국장으로 활동했다. 최근에는 불평등과 사회적 취약성, 그리고 공공정책 결정 과정에 관한 연구에 주력하고 있다.
마르크스주의에 대한 연구자이기도 한 울프는 "「마르크스와 착취(Marx and Exploitation)」"라는 논문을 『The Journal of Ethics』에 발표하였다. 또한 마이클 로젠(Michael Rosen)과 함께 정치철학 입문 독본인 『Political Thought』를 공동 편집하였다.
그는 로버트 노직의 『무정부, 국가, 유토피아』에 관한 논쟁에 대한 일반적인 개요인 『Robert Nozick: Property, Justice and the Minimal State』(국내 번역: 『로버트 노직: 자유주의 정치철학』, 2006)를 출판했으며, 칼 마르크스에 관한 입문서인 『Why Read Marx Today?』(국내 번역: 『한권으로 보는 마르크스』, 2005), 그리고 정치철학 입문서인 『An Introduction to Political Philosophy』도 저술했다. 또한 그는 여러 해 동안 《가디언》 지에 고등교육에 관한 칼럼을 정기적으로 기고하였다.
그는 2008년부터 2014년까지 너필드 생명윤리위원회(Nuffield Council on Bioethics)의 위원으로 활동했으며, 동물 실험의 윤리 및 개인 맞춤형 건강관리의 윤리에 관한 두 개의 실무 소위원회에서 활동했다.
울프는 2023년에 영국 학사원 정회원으로 선출되었다.

## 같이 보기
- G. A. 코헨